# هایدی دیتهلم گربر
هایدی دیتهلم گربر (آلمانی: Heidi Diethelm Gerber؛ زادهٔ ۲۰ مارس ۱۹۶۹) تیرانداز زن اهل سوئیس است.
وی در مسابقات کشوری و بین‌المللی در مجموع برندهٔ ۱ مدال طلا، ۱ مدال نقره، ۱ مدال برنز شده‌است.